# Lazariánská pomoc

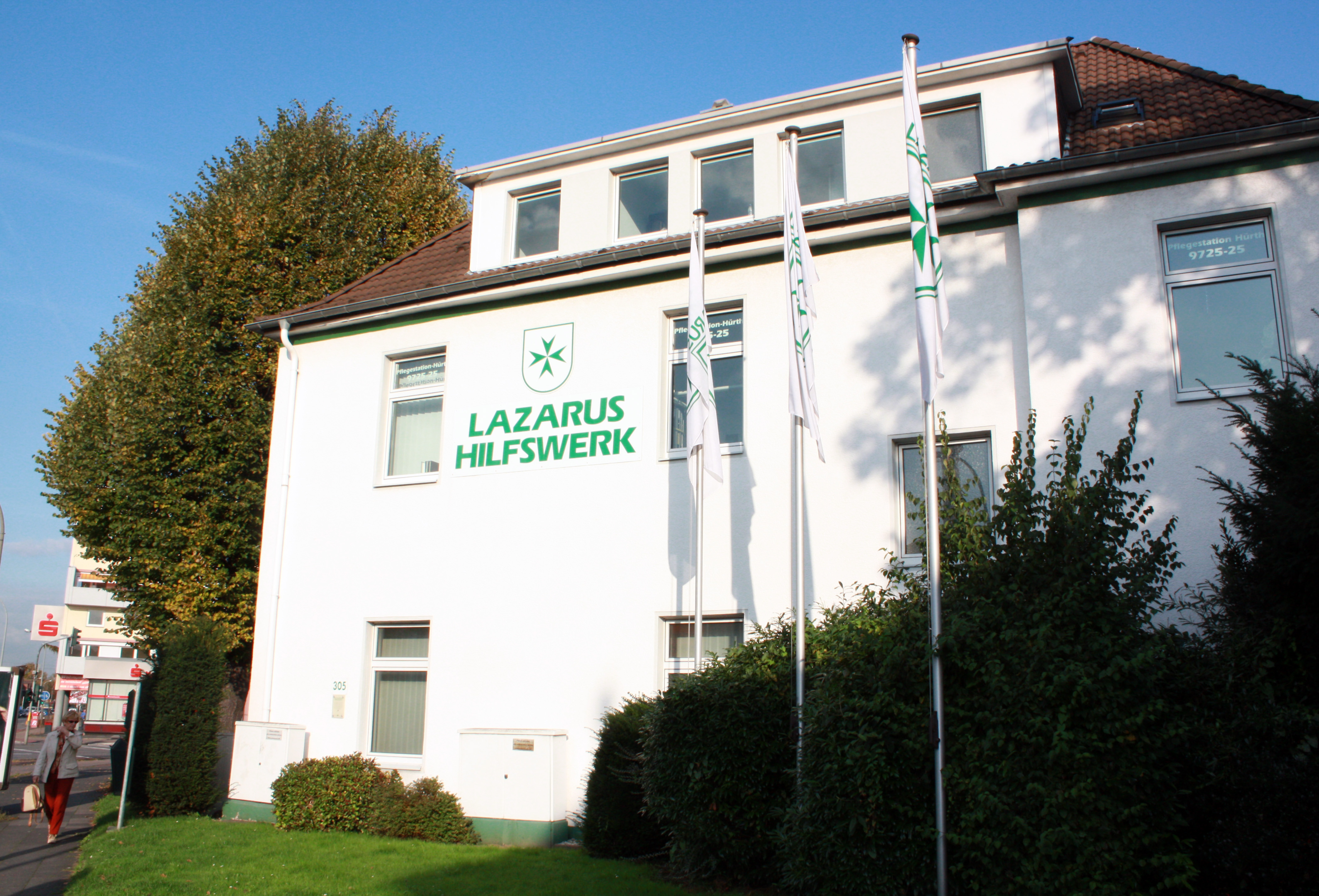
Správní sídlo LP v Hürth.

Lazariánská pomoc (něm. Lazarus Hilfswerk) je křesťanská organizace, uznaná podle německého práva charitativní a lékařské asistence, kterou v roce 1973 založili němečtí rytíři mezinárodního Vojenského a špitálního řádu svatého Lazara Jeruzalémského, pro péči o nemocné seniory a zdravotně postižené osoby.
Na základě iniciativy Lazariánské pomoci byly v roce 1995 založeny další dvě lazariánské nevládní sesterské organizace: Lazarus Europe EUV a Lazarus-International EUV. Tyto organizace byly založeny v souladu s právními předpisy EU i podpořeny Řádem a členy z několika jurisdikcí v evropských členských zemích. 
Tato nezisková organizace a její dceřiné společnosti vyznává myšlenky a cíle založené na charitativní a křesťanské 900 let staré tradici Řádu sv. Lazara.
Sídlo organizace je v německém Kolíně nad Rýnem, správní úřad pak v nedalekém městě Hürth.

## Historie a humanitární aktivity

Lazariánský kříž

Organizace byla založena v roce 1973 řadovými členy Řádu sv. Lazara a od počátku podporována skotským velkopřevorem pplk. Robertem Gayrem z Gayre a Nigg, který se stal členem rady organizace.
V rámci humanitární zahraniční pomoci, provozuje od roku 1980 v zemích bývalého východního bloku sociální instituce (školicí střediska pro sociální profese, sociální stanice dopravních služeb pro zdravotně postižené, vývařovny atd).
V posledních desetiletích Lazariánská pomoc pracuje v úzké spolupráci s náboženskými institucemi, vládními agenturami a Evropskou komisí v Polsku, Litvě, Maďarsku, Rumunsku, Bulharsku, Chorvatsku, Kosovu, Rusku, Makedonii a během katastrofy způsobené vlnou tsunami v Indonésii v Nias.

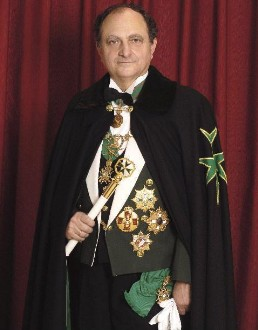
Bývalý protektor LP a 49. velmistr Řádu sv. Lazara Don Carlos Gereda de Borbon, markýz de Almazan

V roce 1988 prostřednictvím Velkého magistéria vydal velmistr řádu dekret jímž vytvořil „humanitární evropské velkopřevorství“ a tím tak propojil Lazariánskou pomoc s Řádem sv. Lazara a přijal nad ní patronaci.
Lazariánská pomoc vlastní a provozuje desítky hospiců zejména v Německu a Rakousku, další sociální zařízení pak v mnoha zemích Evropy.
Evropská unie uznala její mnohaleté humanitární operace a úspěchy jako evropské nevládní organizace, oficiálně uzavřela s Lazariánskou pomocí smlouvu a uznala ji jako svou partnerskou organizaci.
Papež Jan Pavel II. vyjádřil své uznání organizaci, když opakovaně přijímal zástupce Lazariánské pomoci v soukromé audienci a udělil ji papežský Řád Pro Ecclesia et Pontifice.
Roční obrat je přes 14 milionů eur ročně.
Předsedou organizace je Björn Petermann. Organizace pracuje pod patronátem současného velmistra, dona Franciska de Borbón, hraběte von Hardenberg.